# معركة الدبوسية
نشبت معركة الدبوسية بين الإمبراطورية الغزنوية وخانية القراخانية في أبريل 1032 بالقرب من مدينة دبوسية، وهي بلدة صغيرة بين بخارى وسمرقند. وكانت النتيجة مأزقا دمويا أدى إلى إصابة قائد القوات الغزنوية ألتون طاش بجروح قاتلة وبقاء الوضع كما كان عليه من قبل. 